# Pharmacologue
Un pharmacologue (ou pharmacologiste) est un pharmacien, un médecin ou tout scientifique spécialisé en pharmacologie.

## Champs de connaissances
Un pharmacologue scientifique est chargé de connaître et de comprendre les interactions entre les molécules chimiques ayant une activité biologique et un organisme vivant. Il doit également posséder des connaissances en biochimie, en biologie, en biostatistique, en physiologie.  Les pharmacologues scientifiques travaillent en laboratoire et sur des modèles animaux.
Les Pharmacologues médecins et pharmaciens sont surtout impliqués dans les études cliniques et l'évaluation des thérapeutiques. L'internat de médecine permet à un médecin de se spécialiser en Pharmacologie-Toxicologie. L'internat de pharmacie permet à un pharmacien de se spécialiser également en Pharmacologie-Toxicologie.
Les pharmacologues médicaux sont des spécialistes du médicament, médecins et pharmaciens, qui ont pour mission la recherche et le développement de médicaments, l'évaluation et le suivi de l'efficacité et de la sécurité des médicaments, l'enseignement de la pharmacologie médicale et du bon usage du médicament au cours des études de santé et en formation continue des professionnels de santé.
Les pharmacologues médicaux orientent leur spécialité à orientation réanimation médicale, pathologie infectieuse et tropicale, pédiatrie, cardiologie, cancérologie...
Les professionnels de santé acquièrent le titre de spécialiste Pharmacologue-Toxicologue.

## Lieu de travail
Les pharmacologues peuvent travailler dans les endroits suivants :
- Faculté de médecine
- Centre d'investigation clinique
- Laboratoire de recherche académique (recherche fondamentale)
- Industrie pharmaceutique
- Industrie biotechnologique
- Établissement d'enseignement universitaire
- Centre hospitalier